# بوریس بور
بوریس بور (انگلیسی: Boris Boor؛ زادهٔ ۱۲ دسامبر ۱۹۵۰) سوارکار پرش اهل اتریش است.